# Sender de Rocacorba

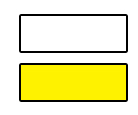
Marca de Sender de Petit Recorregut

El PR-C 120 està abalisat com a Petit Recorregut que surt de Banyoles i arriba a Santa Maria de Rocacorba

## Característiques
Durada: 3:05 h
Distància: 12,160 km
Comarca: GironèsPla de l'Estany

## Descripció de l'itinerari
| Temps Totals | Distàncies Totals | Punt itinerari                             |
| ------------ | ----------------- | ------------------------------------------ |
| 0:00 h       | 0,000 km          | Banyoles, la font Pudosa.                  |
| 0:44 h       | 2,938 km          | Carretera GIV-5247 de Banyoles a Pujarnol. |
| 0:46 h       | 3,100 km          | Riera de Matamors.                         |
| 1:15 h       | 4,937 km          | Font del Salt del Molí.                    |
| 1:52 h       | 7,500 km          | Colletó de Cal Negre.                      |
| 2:15 h       | 8,950 km          | El Roure Gros.                             |
| 3:05 h       | 12,160 km         | Santa Maria de Rocacorba.                  |